# Palomas, Comerío, Puerto Rico
Palomas je barrio v občini Comerío v Portoriku. Leta 2010 je v barriu živelo 4719 prebivalcev.  

## Zgodovina
Združene države so prevzele nadzor nad Portorikom od Španije po špansko-ameriški vojni v skladu s Pariško pogodbo leta 1898. Leta 1899 so ZDA izvedle svoj prvi popis Portorika in ugotovile, da je bilo število prebivalcev v barriu Palomas 1091.